# Iressa
Iressa é um gênero de traça pertencente à família Agonoxenidae.